# شعار تركستان الشرقية
 تم اعتماد شعار تركستان الشرقية (بالأويغورية: شەرقى ي تۈركى ستان دۆلەت گېربى) في 12 نوفمبر 1933، عندما أًعلنت جمهورية تركستان الشرقية الإسلامية الاستقلال. وبعد سقوط الجمهورية الإسلامية، أصبحت الشعار رمزًا لحركة الاستقلال في تركستان الشرقية.

## شكل الشعار

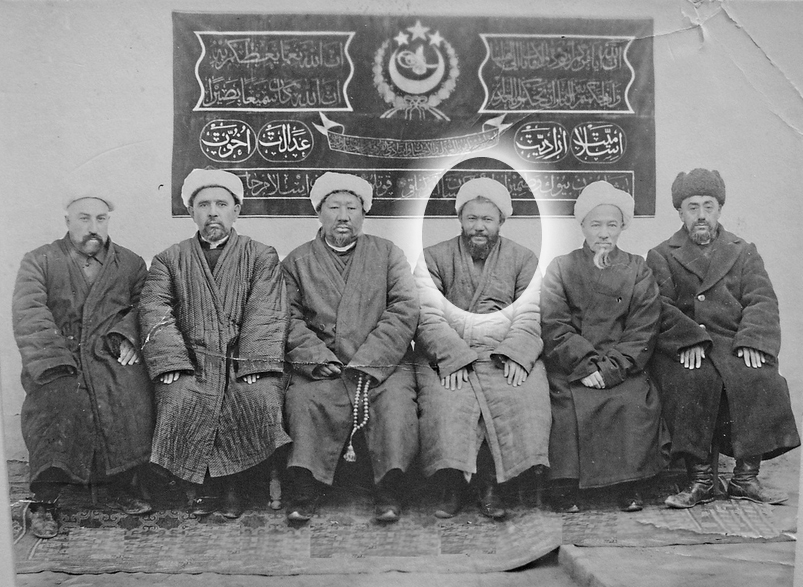
رئيس الوزراء ثابت داملا عبد الباقي ووزراء جمهورية شرق تركستان الإسلامية أمام لوحة تضمنت الشارة في الوسط

- يحتوي الشعار على البسملة في المنتصف على شكل طغراء.
- يوجد هلال تحت البسملة.
- يحتوى الشعار على ثلاث نجوم في الرأس تمثل ثلاث دول مستقلة كانت موجودة في أراضي تركستان الشرقية أو في جميع أنحاءها، وهي: 
  - خانية غوك تورك
  - خاقانية الأويغور
  - أسرة القراخانيين
- يحتوى الشعار على 18 دائرة بأحجام مختلفة تمثل 18 قبيلة محلية تعيش في المنطقة.